# Patwin
Le patwin est une langue amérindienne  de la famille des langues wintuanes parlée aux États-Unis, en Californie dans la vallée de Sacramento. Seuls quelques locuteurs, du patwin des collines, sont encore vivants et la langue est quasiment éteinte.

## Variétés
Le patwin se divisait en deux variétés : le hill patwin et le river patwin.

## Phonologie

### Voyelles
|         | Antérieure    | Centrale      | Postérieure   |
| ------- | ------------- | ------------- | ------------- |
| Fermée  | i [i] iː [iː] |               | u [u] uː [uː] |
| Moyenne | e [e] eː [eː] |               | o [o] oː [oː] |
| Ouverte |               | a [a] aː [aː] |               |

### Consonnes
|               |               | Bilabiale | Dentale | Latérale | Palatale | Vélaire | Glottale |
| ------------- | ------------- | --------- | ------- | -------- | -------- | ------- | -------- |
| Occlusives    | Sourdes       | p [p]     | t [t]   |          |          | k [k]   | ʔ [ʔ]    |
| Occlusives    | Aspirées      | ph [pʰ]   | th [tʰ] |          |          |         |          |
| Occlusives    | Sonores       | b [b]     | d [d]   |          |          |         |          |
| Occlusives    | Glottales     | pʼ[pʼ]    | tʼ[tʼ]  |          |          | kʼ [kʼ] |          |
| Fricatives    | Fricatives    |           | s [s]   | ł [ɬ]    |          |         | h [h]    |
| Affriquées    | Sourdes       |           |         | ƛ [t͡ɬ]   | č [t͡ʃ]   |         |          |
| Affriquées    | Glottales     |           |         | ƛʾ [t͡ɬʼ] | čʼ [t͡ʃʼ] |         |          |
| Nasales       | Nasales       | m [m]     | n [n]   |          |          |         |          |
| Liquides      | Liquides      |           | r [r]   | l [l]    |          |         |          |
| Semi-voyelles | Semi-voyelles | w [w]     |         |          | y [j]    |         |          |